# 和氏架
和式太极拳是中国传统太极拳流派之一。起源可以追溯到和兆元。

## 和兆元
清末(1825)由河南温县赵堡镇太极拳家和兆元（1810——1890）傳出，他幼時在家鄉從陳清平學習拳術。後到京城擔任禮部尚書的護衛，被清廷封為皇清例授武信郎。於京城期間蒙大學士李棠阶以易理為其拳做理論。和氏架太極拳在此時傳開。
和兆元在其師陳清平所傳的拳術基礎上，結合多年在京城擔任護衛的經驗，进行了重大改革，其師陳清平見弟子和兆元武功別樹一幟，建議他開宗立派，但和兆元感於陳師教導之恩，向師言永不標異，也不離宗。

## 和式特點
此拳術要求全身要求配合一致，手腳齊 到，上下相隨。身形大開大合，以圓、圈貫穿每一招式，並由腰來帶動圈的走勢。和兆元的長孫和慶喜及其傳人稱為和氏架。
“传统和式太极拳有72式，皆以《易》学之理贯串于拳势之中。象其形（圆），取其义（阴阳、五行、八卦），用其理（阴阳变易，五行生克，天人合一）。走架以轻灵圆活，柔中求刚的准则促进周身协调，步活身敏，柔顺自然。以阴阳变化之法，使身体不同部位运动时产生的分、合等劲力，形成千变万化的技术、技法。形成太极拳滑如鱼、粘如胶、软如棉花、硬如钢的技击特色。”

## 外部連結
- 中華武當趙堡太極拳總會（页面存档备份，存于）